# Luciano Bernardi
Alessandro Luciano Bernardi (* 6. März 1920 in Bologna; † 1. Dezember 2001 in Genf) war ein italienisch-schweizerischer Botaniker.

## Leben
Bernardi war während des Zweiten Weltkriegs Kommandant eines Fallschirmjägerbataillons in der italienischen Armee. 1948 machte er seinen Abschluss in den Agrarwissenschaften an der Universität Bologna und 1949 liess er sich in Venezuela nieder. Er arbeitete zunächst für das Landwirtschaftsministerium in der Abteilung Bodenerhaltung und wurde 1952 Assistent für Botanik an der forstwissenschaftlichen Fakultät der Universidad de Los Andes in Mérida. An derselben Universität trat er 1953 die Nachfolge von Léon Camille Marius Croizat an und wurde Professor für Dendrologie und Zoologie, später für Botanik und Ökologie. Bis 1959 sammelte er über 8000 Proben aus den Wäldern Venezuelas und Guyanas, die den Schwerpunkt des Herbariums von Mérida bildeten, dessen Gründer er war. 1960 kam er in die Schweiz und unterrichtete Botanik an der Drogerieschule in Neuchàtel. 1961 wurde er Konservator am Conservatoire et Jardin botaniques de la Ville de Genève und korrespondierte mit mehreren prominenten Botanikern der damaligen Zeit, darunter Luis Enrique Ruíz-Terán, Frans Hubert Edouard Arthur Walter Robyns, André Joseph Guillaume Henri Kostermans, Richard Evans Schultes, Hans Lamprecht, Léon Croizat, Rodolfo Emilio Giuseppe Pichi Sermolli, Charles Baehni, Cecil Ivry Sandwith, Guido Moggi, Cornelis Gijsbert Gerrit Jan van Steenis, Alicia Lourteig, Bassett Macguire, Hermann Otto Sleumer, Friedrich Markgraf, Gerhard Wagenitz, Francis Raymond Fosberg und Ramón Alejandro Ferreyra.
In den frühen 1960er Jahren bereiste Bernardi einen grossen Teil Afrikas, darunter die Elfenbeinküste, Liberia, Nigeria, Kamerun, Gabun, Kongo, Kenia und Südafrika. Unter der Leitung von Jacques Miège hatte er in den späten 1960er Jahren wechselnde Aufenthalte in Süd- und Nordamerika. Er besuchte auch die grossen russischen und europäischen Herbarien. Für die Erforschung der Araliengewächse in Südostasien und Ozeanien beantragte er beim Schweizerischen Nationalfonds einen Zuschuss, der es ihm ermöglichte, ab 1967 Studien und Sammelexpeditionen in Neuseeland, Australien, Thailand, den Philippinen, Indonesien, Madagaskar, den Seychellen und den Maskarenen durchzuführen. Eine Reise auf die Neuen Hebriden und nach Neukaledonien brach er ab, da er in Nouméa ins Krankenhaus eingeliefert werden musste. Sechs Monate später als geplant kehrte er nach Genf zurück. Seine Gesundheit wurde durch die Mission jedoch stark beeinträchtigt, sodass einige Monate später ein längerer Klinikaufenthalt am Genfersee folgte. Von 1973 bis 1975 reiste Bernardi erneut nach Südafrika, Pakistan, Indien und in den Indischen Ozean, unterstützt vom WWF, der IUCN sowie durch Reisestipendien der Schweizerischen Naturforschenden Gesellschaft. Bei einigen dieser Exkursionen wurde Bernardi von seinem Bruder Alfonso oder von einem anderen Konservator der Genfer Museen, dem Zoologen Paul Schauenberg, begleitet. 1976 begann er mit der Bearbeitung der Gattung Ferulago und wertete dann die Proben aus, die er in Ceylon im Indischen Ozean sowie in Neukaledonien gesammelt hatte. Eine weitere Reise führte ihn gemeinsam mit André Charpin und Fernand Jacquemoud in die Anden und nach Venezuela. Während seines Aufenthalts in Südamerika besuchte er Institute in Paraguay und führte eine Expedition im peruanischen Amazonasgebiet durch, die vom Dienst für technische Zusammenarbeit in Auftrag gegeben wurde, um eine Bestandsaufnahme der Baumarten in den Reservaten Jenaro Herrera, unterhalb von Iquitos am Río Ucayali und bei Pucallpa (Bosque Nacional Alejandro von Humboldt) durchzuführen. Von Ende 1979 bis Anfang 1980 besuchte Bernardi Taiwan.
Von Oktober 1978 bis Februar 1979 leitete er seine erste Expedition in Paraguay, bei der er von Egidio Anchisi, dem Chefgärtner des Alpengartens in Champex begleitet wurde. Er erkundete auch die argentinische Provinz Misiones auf der Suche nach Arten, die in beiden Ländern vorkommen. Seine Beobachtungen und Sammlungen bildeten die Grundlage für seine Schrift Dendrologia Paraguaya, die von der Cooperación Técnica del Gobierno de Suiza (COTESU) in Auftrag gegeben wurde und 1984 und 1985 in zwei Ausgaben der Zeitschrift Boissiera erschien.
1980 unternahm er in Zusammenarbeit mit zwei paraguayischen Botanikern und dem Schweizer Botaniker Rodolphe Spichiger seine zweite Expedition nach Paraguay, bei denen sie den Gran Chaco im Westen, die Palmensavannen im Süden, den Paraná-Wald im Osten und die Frontera Seca, die Grenze zum brasilianischen Mato Grosso, im Nordosten besuchten. Von Paraguay aus reiste Bernardi allein nach Chile, um Proben von Steineiben-Arten (Podocarpus) zu sammeln. Anschliessend setzte er mit Spichiger die Expedition im peruanischen Amazonasgebiet im Distrikt Jenaro Herrera fort. 1982 ging Bernardi in den Ruhestand. Seine Bibliographie umfasst über 100 Publikationen.
Bernardis Tochter Donatella (* 1976) ist eine multidisziplinäre Künstlerin, Wissenschaftlerin und Managerin in Genf.

## Dedikationsnamen
Nach Luciano Bernardi sind folgende Arten benannt:
- Anthurium bernardii Croat., 1986
- Brocchinia bernardii L. B. Sm., 1959
- Clidemia bernardii Wurdack, 1969
- Couepia bernardii Prance, 1981
- Coussarea bernardii Steyerm., 1967
- Cynanchum bernardii Morillo, 1995
- Dicymbe bernardii R. S. Cowan, 1958
- Ferulago bernardii Tomk. & Pimenov, 1981
- Guatteria bernardii R. E. Fr., 1960
- Guettarda bernardii Steyerm., 1972
- Hoffmannia bernardii Steyerm., 1972
- Manettia bernardii Steyerm., 1972
- Miconia bernardii Wurdack, 1972
- Neea bernardii Steyerm., 1987
- Persea bernardii L. E. Kopp, 1966
- Phthirusa bernardiana Rizzini, 1976
- Phyllanthus bernardii Jabl., 1967
- Pittosporum bernardii Tirel & Veillon, 1997
- Psychotria bernardii Steyerm., 1972
- Weinmanniaphyllum bernardii R. J. Carp. & A. M. Buchanan, 1993
- Xylosma bernardianum Sleumer, 1974